# Hidratação (química)

Hidratação do composto 2-buteno, produzindo álcool.

Na química orgânica, a reação de hidratação é uma reação química em que um grupamento hidroxila (OH-) e um cátion hidrogênio (um próton acidífero) são adicionados a dois átomos de carbono ligados entre si através de uma dupla ligação carbono-carbono, pertencentes ao grupo funcional alceno, formando um álcool, ou de uma tripla ligação, no caso de alcinos, produzindo uma tautomeria ou equilíbrio ceto-enólico. A reação geralmente ocorre em meio ácido, em solução aquosa. A hidratação difere da hidrólise pois esta quebra os componentes não aquosos em dois. Aquela deixa os componentes não aquosos intactos.
A fórmula química geral da reação é a seguinte:
- Alcenos: RRC=CH2 em H2O/ácido → RRC-CH2-OH (álcool)
- Alcinos: RC≡CR' em H2O/ácido → R=R(OH) ⇌ R-C(=O)-R' (equilíbrio ceto-enólico)

No primeiro passo da reação nos alcenos, o próton acidífero liga-se ao carbono menos substituído, seguindo a regra de Markovnikov. No segundo passo, a molécula H2O liga-se ao outro carbono. Nesse ponto, o átomo de oxigênio possui três ligações e carrega uma carga positiva. A outro molécula de água aproxima-se e leva o próton extra, formando um álcool.
Na prática, essa reação é considerada pouco útil para a produção de álcool industrial, limitando-se aos laboratórios.
No caso dos alcinos, a sua hidratação produz um enol em equilíbrio com a sua forma ceto, a chamada tautomeria. Se um dos radicais R e R', ou mesmo os dois, forem um hidrogênio, a forma ceto vira um aldeído. Se os dois radicais forem alquilas, a forma ceto vira uma cetona.

## Mecanismo
Este é um exemplo de um mecanismo de reação da hidratação do composto 1-metilciclohexeno, formando 1-metilciclohexanol, na preseça do ácido sulfúrico como catalisador.